# تريفور كانفيلد
تريفور كانفيلد (بالإنجليزية: Trevor Canfield)‏ هو لاعب كرة قدم أمريكية أمريكي، ولد في 10 يناير 1986 في سينسيناتي في الولايات المتحدة.

## وصلات خارجية
- تريفور كانفيلد على موقع مرجع كرة القدم المحترفة.كوم (الإنجليزية)